# William Albert Ward
William Albert Ward (Waddesdon, 1887 – 1958) è stato un fumettista e animatore britannico noto per la sua collaborazione con la Disney inglese: fu infatti il primo a realizzare storie a lungo respiro con Paperino protagonista.

## Biografia
Collaborò per l'animazione negli anni venti del secolo scorso. Il 15 maggio del 1937, nel settimanale inglese Mickey Mouse Weekly, Ward, con un personalissimo stile, dà il via ad una serie in continuity dal titolo Donald and Donna. Donna Duck è la prima amica di Paperino, comparsa per la prima volta in un cortometraggio dello stesso anno. Tra i loro principali nemici si annovera Eli Squick, personaggio di Floyd Gottfredson.
Ai due paperi si affiancherà il marinaio scozzese Mac the Sailor. Le avventure del terzetto continueranno fino al 4 maggio del 1940. Erano storie avventurose in luoghi magici e straordinari: da ambienti stile Mille e una notte alla Luna, dal Far-West agli abissi del mare. Tra le varie apparizioni di personaggi della Banda Disney, anche Pippo e Gambadilegno.

## Opere
L'intero corpus disneyano delle storie di William Ward è stato tradotto in italiano e ristampato nel 2013 nel volume - edito dall'Anafi - "Paperino - Le inedite follie inglesi", a cura di Massimo Bonura, Federico Provenzano, Luciano Tamagnini e Alberto Becattini. Il volume contiene anche molte informazioni sulla carriera artistica di Ward.